# Ethel Smith (atleta)
Ethel May Smith-Stewart (Toronto, 5 luglio 1907 – Toronto, 31 dicembre 1979) è stata una velocista canadese, campionessa olimpica della staffetta 4×100 metri e medaglia di bronzo dei 100 metri piani ai Giochi di Amsterdam 1928.

## Biografia
Ai Giochi olimpici del 1928 giunge in terza posizione nella gara dei 100 metri piani, preceduta dalla statunitense Betty Robinson, medaglia d'oro, e dalla connazionale Fanny Rosenfeld, medaglia d'argento.
Nella staffetta 4×100 metri vince l'oro con le connazionali Fanny Rosenfeld, Jane Bell e Myrtle Cook.

## Palmarès
| Anno | Manifestazione  | Sede      | Evento      | Risultato | Prestazione | Note            |
| ---- | --------------- | --------- | ----------- | --------- | ----------- | --------------- |
| 1928 | Giochi olimpici | Amsterdam | 100 metri   | Bronzo    | 12"3        |                 |
| 1928 | Giochi olimpici | Amsterdam | 4×100 metri | Oro       | 48"4        | Record mondiale |